# Aristolochia transsecta
Aristolochia transsecta är en piprankeväxtart som först beskrevs av Chatterjee, och fick sitt nu gällande namn av Cheng Yih Wu och S.M. Hwang. Aristolochia transsecta ingår i släktet piprankor, och familjen piprankeväxter. Inga underarter finns listade i Catalogue of Life.